# Bae Suzy
Bae Su-ji (hangul: 배수지), mer känd under artistnamnet Suzy, född 10 oktober 1994 i Gwangju, är en sydkoreansk sångerska och skådespelare.
Hon var medlem i tjejgruppen Miss A från gruppens debut år 2010 till den splittrades den 27 december 2017.

## Diskografi

### Album
| Albuminformation                              | Topplacering          |
| Albuminformation                              | Sydkorea (Gaon Chart) |
| --------------------------------------------- | --------------------- |
| Yes? No? (EP-skiva) - Släppt: 24 januari 2017 | 2                     |

### Singlar
| År   | Titel                           | Topplacering          |
| År   | Titel                           | Sydkorea (Gaon Chart) |
| ---- | ------------------------------- | --------------------- |
| 2016 | "Dream" (med Baekhyun från Exo) | 1                     |
| 2017 | "Pretend"                       | 2                     |
| 2017 | "Yes No Maybe"                  | 19                    |
| 2017 | "Don't Wait For Your Love"      | 16                    |

### Soundtrack
| År   | Titel                                                     | Topplacering          | Serie                        |
| År   | Titel                                                     | Sydkorea (Gaon Chart) | Serie                        |
| ---- | --------------------------------------------------------- | --------------------- | ---------------------------- |
| 2011 | "Dream High" (med Taecyeon, Wooyoung, Kim Soo-hyun & JOO) | 41                    | Dream High                   |
| 2011 | "Winter Child"                                            | 12                    | Dream High                   |
| 2011 | "So Many Tears"                                           | 7                     | Me Too, Flower!              |
| 2012 | "You're My Star"                                          | 23                    | Dream High 2                 |
| 2012 | "I Still Love You"                                        | 15                    | Big                          |
| 2013 | "Don't Forget Me"                                         | 12                    | Gu Family Book               |
| 2015 | "Why Am I Like This"                                      | 22                    | The Time We Were Not in Love |
| 2016 | "Ring My Bell"                                            | 18                    | Uncontrollably Fond          |
| 2016 | "When It's Good"                                          | 84                    | Uncontrollably Fond          |

## Filmografi

### Film
| År   | Titel                 | Roll                    |
| ---- | --------------------- | ----------------------- |
| 2012 | Architecture 101      | Yang Seo-yeon (som ung) |
| 2015 | The Sound of a Flower | Jin Chae-seon           |
| 2017 | Real                  | cameoroll               |

### TV-serier
| År   | Titel                        | Kanal | Roll                  |
| ---- | ---------------------------- | ----- | --------------------- |
| 2011 | Dream High                   | KBS2  | Go Hye-mi             |
| 2011 | Human Casino (Drama Special) | KBS2  | cameoroll             |
| 2012 | Dream High 2                 | KBS2  | cameoroll             |
| 2012 | I Need a Fairy               | KBS2  | cameoroll             |
| 2012 | Big                          | KBS2  | Jang Ma-ri            |
| 2013 | Gu Family Book               | MBC   | Dam Yeo-wool          |
| 2014 | My Love from the Star        | SBS   | Go Hye-mi (cameoroll) |
| 2016 | Uncontrollably Fond          | KBS2  | Noh Eul               |
| 2017 | While You Were Sleeping      | SBS   | Nam Hong-joo          |